# Ільяс Себауї
Ілья́с Себауї́ (араб. إلياس سباوي; нар. 4 жовтня 2001, Антверпен) — марокканський футболіст, півзахисник бельгійського клубу «Сінт-Трейден».

## Клубна кар'єра

### «Беєрсхот»
Вихованець академій футбольних клубів «Беєрсхот» та «Васланд-Беверен». 27 жовтня 2021 року дебютував за «Беєрсхот» в матчі Кубка Бельгії проти клубу «Франк Боренс», замінивши Раміро Ваку. 18 грудня того ж року в поєдинку проти «Остенде» дебютував у Лізі Жупіле. 29 січня 2022 року в поєдинку проти «Зюлте-Варегем» забив свій перший гол за «Беєрсхот». 6 лютого 2022 року підписав з клубом свій перший професіональний контракт розрахований до 2025 року. За підсумками сезону клуб понизився до Челленджер Про-ліги, але гравець залишився у клубі.

### «Феєнорд»

#### Оренда в «Дордрехт»
30 червня 2023 року перейшов у нідерландський клуб «Феєнорд», підписавши дворічний контракт з опцією продовження ще на рік, і відразу на правах оренди відправився в «Дордрехт» до кінця сезону. 11 серпня дебютував за клуб в матчі Еерстедивізі проти клубу НАК Бреда, вийшовши в стартовому складі. 18 вересня в поєдинку проти ТОП Осс забив свій перший гол за «Дордрехт». Всього за час оренди відзначився 11 м'ячами у 40 матчах за «Дордрехт».

#### Оренда в «Геренвен»
Після закінчення оренди повернувся у «Феєнорд» і 28 червня 2024 року продовжив контракт до середини 2026 року. 23 липня 2024 року відданий в оренду в клуб «Геренвен» до кінця сезону. 10 серпня в поєдинку Ередивізі проти «Аякса» дебютував за «Геренвен», вийшовши в стартовому складі. 12 січня 2025 в матчі проти НАК (Бреда) забив свій перший гол за клуб. За період оренди провів 33 матчі, відзначившись чотирма мʼячами.

### «Сінт-Трейден»
18 червня 2025 року перейшов у бельгійський «Сінт-Трейден». Сума трансферу становила близько 1 млн євро. 27 липня 2025 року дебютував за «Сінт-Трейден» в матчі Про-ліги проти «Гента», вийшовши в стартовому складі.

## Кар'єра в збірній
Виступав за збірні Марокко до 23 років, за яку дебютував 22 вересня 2022 року в товариському матчі проти збірної Сенегалу.

## Статистика виступів
Станом на 8 серпня 2025
| Клуб              | Сезон             | Чемпіонат           | Чемпіонат | Чемпіонат | Кубок | Кубок | Єврокубки | Єврокубки | Інші  | Інші | Всього | Всього |
| Клуб              | Сезон             | Дивізіон            | Матчі     | Голи      | Матчі | Голи  | Матчі     | Голи      | Матчі | Голи | Матчі  | Голи   |
| ----------------- | ----------------- | ------------------- | --------- | --------- | ----- | ----- | --------- | --------- | ----- | ---- | ------ | ------ |
| Беєрсхот          | 2021–22           | Про-ліга            | 10        | 3         | 2     | 0     | —         | —         | 0     | 0    | 12     | 3      |
| Беєрсхот          | 2022–23           | Челленджер Про-ліга | 28        | 1         | 1     | 0     | —         | —         | 0     | 0    | 29     | 1      |
| Беєрсхот          | Всього            | Всього              | 38        | 4         | 3     | 0     | 0         | 0         | 0     | 0    | 41     | 4      |
| Феєнорд           | 2023–24           | Ередивізі           | 0         | 0         | 0     | 0     | 0         | 0         | 0     | 0    | 0      | 0      |
| → Дордрехт        | 2023–24           | Еерстедивізі        | 38        | 11        | 2     | 0     | —         | —         | 2     | 0    | 40     | 11     |
| → Геренвен        | 2024–25           | Ередивізі           | 30        | 3         | 3     | 1     | —         | —         | 0     | 0    | 33     | 4      |
| Сінт-Трейден      | 2025–26           | Про-ліга            | 3         | 0         | 0     | 0     | —         | —         | 0     | 0    | 3      | 0      |
| Всього за кар'єру | Всього за кар'єру | Всього за кар'єру   | 109       | 18        | 8     | 1     | 0         | 0         | 2     | 0    | 117    | 19     |

1. ↑  Матчі в плей-оф Еерстедивізі